# Institut supérieur d'économie maritime
Fondé en 1997,, l’Institut supérieur d’économie maritime (ISEMAR), est une association loi de 1901 concernant l’économie du transport maritime.
Localisé au cœur de la métropole portuaire Nantes-Saint-Nazaire, l’ISEMAR est un observatoire des questions portuaires et produit des études, à l’échelle locale, nationale ou internationale,.
L'ISEMAR est dirigée par Paul Tourret, géographe spécialiste des questions maritimes,,.
Il publie également, de manière périodique, des cartes permettant d’illustrer sous un aspect différent des éléments de l’économie des transports maritimes (ports, routes, chantiers navals…),.

## Publications
- L’ISEMAR publie mensuellement une note de synthèse[1] sur son site internet www.isemar.org.

- Atlas économique de la mer 2016 (version numérique), en collaboration avec le journal Le marin et l'Université de Nantes[11].